# 集安市
集安市是吉林省通化市下辖的一个县级市，位于吉林省东南部的长白山脚下，与朝鲜满浦隔鸭绿江相邻，是中国对朝鲜三大边境口岸之一。集安曾是古代高句丽王国的都城所在地。市人民政府駐鸭江路3001号。
集安地处长白山南麓，林地面积约占全市总面积的三分之二，特产人参、梅花鹿等多种动植物。全市年平均气温6℃，降水量900毫米。中朝界河鸭绿江流经此处，其上建有云峰和水丰两座大型水电站，为中朝所共有。

## 历史文化

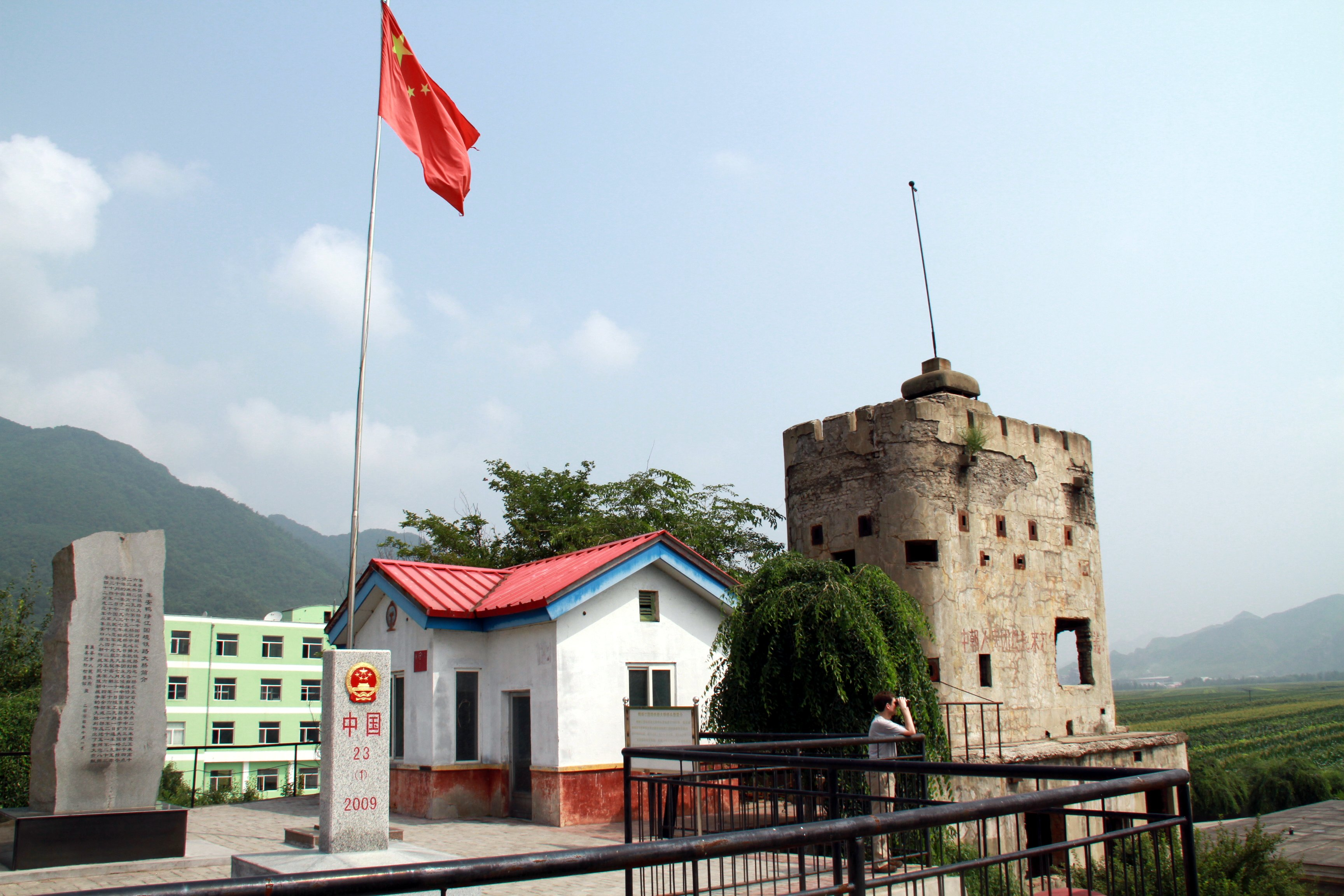
通往北韓的集安鴨緑江国境鐵路大橋

汉武帝时，这里属于玄菟郡管辖。公元3年，高句丽将都城从五女山山城迁至此地的国内城。公元209年又迁至附近的丸都山城。在公元427年南迁往朝鲜平壤前，高句丽建都在集安境内的历史就达424年，并留下了诸多遗迹。国内城就是今天集安市区的建筑基础，西、北面城墙和四角至今保存较好。丸都山城则位于市区以北的丸都山上，作为高句丽的战时首都，与国内城构成了平城、山城相辅相成的格局。市境西南则有洞沟古墓群，是高句丽王族和贵族的墓地。其中的长寿王陵，形似金字塔，极其雄伟壮观。市区内还有好太王碑等。2004年，它们和位于辽宁桓仁的五女山山城一起，被列入了世界遗产名录，称为中国高句丽王城、王陵及贵族墓葬。吉林集安的将军坟被認為是高句麗长寿王的陵墓。
唐灭高句丽后，在这里设置了哥勿州都督府。后来又相继成为渤海国、辽、金、元的领土。
清代时，长白山被满族统治者认定为“龙脉”而被封禁，集安亦位于其中。1902年（光緒二十八年），輯安（今集安）方才设立了辑安县。辑安，安抚安定之意。《史记·司马相如列传》:“陛下即位，存抚天下，辑安中国。”
1964年10月25日，周恩来总理在外交部《关于将睦南关改为友谊关的请示报告》中批示：“外交部并告周荣鑫同志（国务院秘书长），将睦南关改名为友谊关时，要将东北的安东、盖平、辑安等地名一起改掉并由国务院内务部通知东北三省、云南、广东两省和广西僮族自治区，将各地类似地名全部审查，凡有这类刺激朝、越两国的大国沙文主义地名统统改掉，与前述地方一并发表”。11月2日国务院向广西、辽宁、吉林等地下发了《国务院关于审查对越南、朝鲜有大国沙文主义不友好的地名的通知》：“国务院决定把‘睦南关’改为‘友谊关’，由陈毅副总理题字，题字不久即可寄去。在睦南关改名的同时，准备把我国过去沿用下来的对越南、朝鲜有大国沙文主义不友好的地名也一起改掉。请你们立即把所辖地区全部地名加以审查，对有大国沙文主义不友好的地名提出更名意见，于11月20日前报内务部，经国务院审查批准后，同睦南关的改名统一公布，各地不得自行公布”。1965年1月20日，国务院下发了《国务院关于安东市、睦边县等市县更名问题给辽宁省人民委员会、吉林省人民委员会、广西僮族自治区人民委员会的批复》，批准了以下市县名称更改：“国务院同意辽宁省将安东市改名为丹东市，安东县改名为东沟县，盖平县改名为盖县；‘吉林省将辑安县改名为集安县’；广西僮族自治区将睦边县改名为那坡县”。 
1988年撤县设市。
1994年，入选中華人民共和國国家历史文化名城，现隶属于地级通化市。

## 行政区划
集安市下辖4个街道办事处、9个镇、1个乡、1个民族乡：
团结街道、黎明街道、通胜街道、城东街道、青石镇、榆林镇、花甸镇、头道镇、清河镇、台上镇、财源镇、大路镇、太王镇、麻线乡和凉水朝鲜族乡。

## 人口
根据第七次人口普查数据显示集安市常住人口为16.922万人，城镇化率为48.45%，常住人口户数为6.9104万户。

## 交通
- 303国道0公里起点。
- 331国道过境。
- 506国道过境。
- 集双高速起点。
- 梅集铁路过境。

## 文化和旅游
- 高句丽王城、王陵及贵族墓葬[4]（世界文化遗产）
  - 洞沟古墓群
  - 丸都山城
  - 国内城
- 良茂墓群
- 霸王朝山城遗址
- 集安博物馆

## 特产
集安边条人参、集安冰葡萄酒、集安板栗、集安鸭绿江咸鸭蛋：中国地理标志产品。